# Arno Bausemer
Arno Bausemer (ur. 2 grudnia 1982 w Havelbergu) – niemiecki polityk, działacz Alternatywy dla Niemiec, deputowany do Parlamentu Europejskiego X kadencji.

## Życiorys
Studiował dziennikarstwo i politologię na Uniwersytecie w Lipsku, przerwał naukę w 2010. Pracował w rolnictwie, przez 10 lat pozostawał ławnikiem w sądzie administracyjnym w Magdeburgu. Początkowo działał w Wolnej Partii Demokratycznej. W 2016 dołączył do Alternatywy dla Niemiec, został m.in. skarbnikiem struktur partii w Saksonii-Anhalt i przewodniczącym w powiecie Stendal. asystentem jednej z członkiń landtagu.
Został umieszczony na dziesiątym miejscu listy AfD w wyborach do Parlamentu Europejskiego w 2024. Wkrótce po tej nominacji ujawniono, że podawane przez niego pierwotnie informacje biograficzne były niewiarygodne. Dotyczyło to kwestii wykształcenia i doświadczenia zawodowego (m.in. o pracy dziennikarskiej i zarządzaniu gospodarstwem rolnym). Kierownictwo AfD potwierdziło nieprawidłowości i pozbawiło go funkcji partyjnych; nie zdecydowano się jednak skreślić go z listy wyborczej. W wyniku głosowania z czerwca 2024 Arno Bausemer uzyskał mandat posła do Europarlamentu X kadencji.